# Alan Aldridge

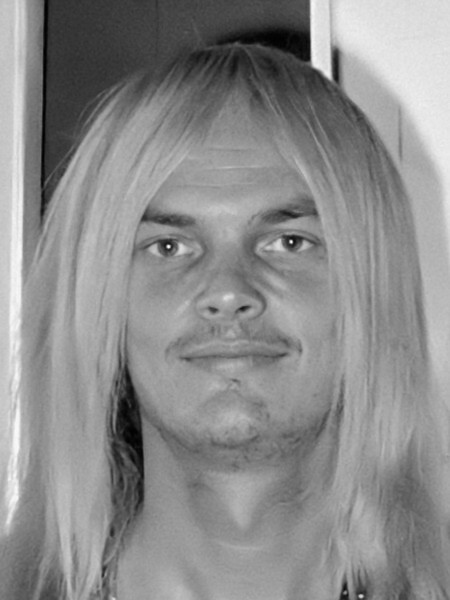
Alan Aldridge 1971

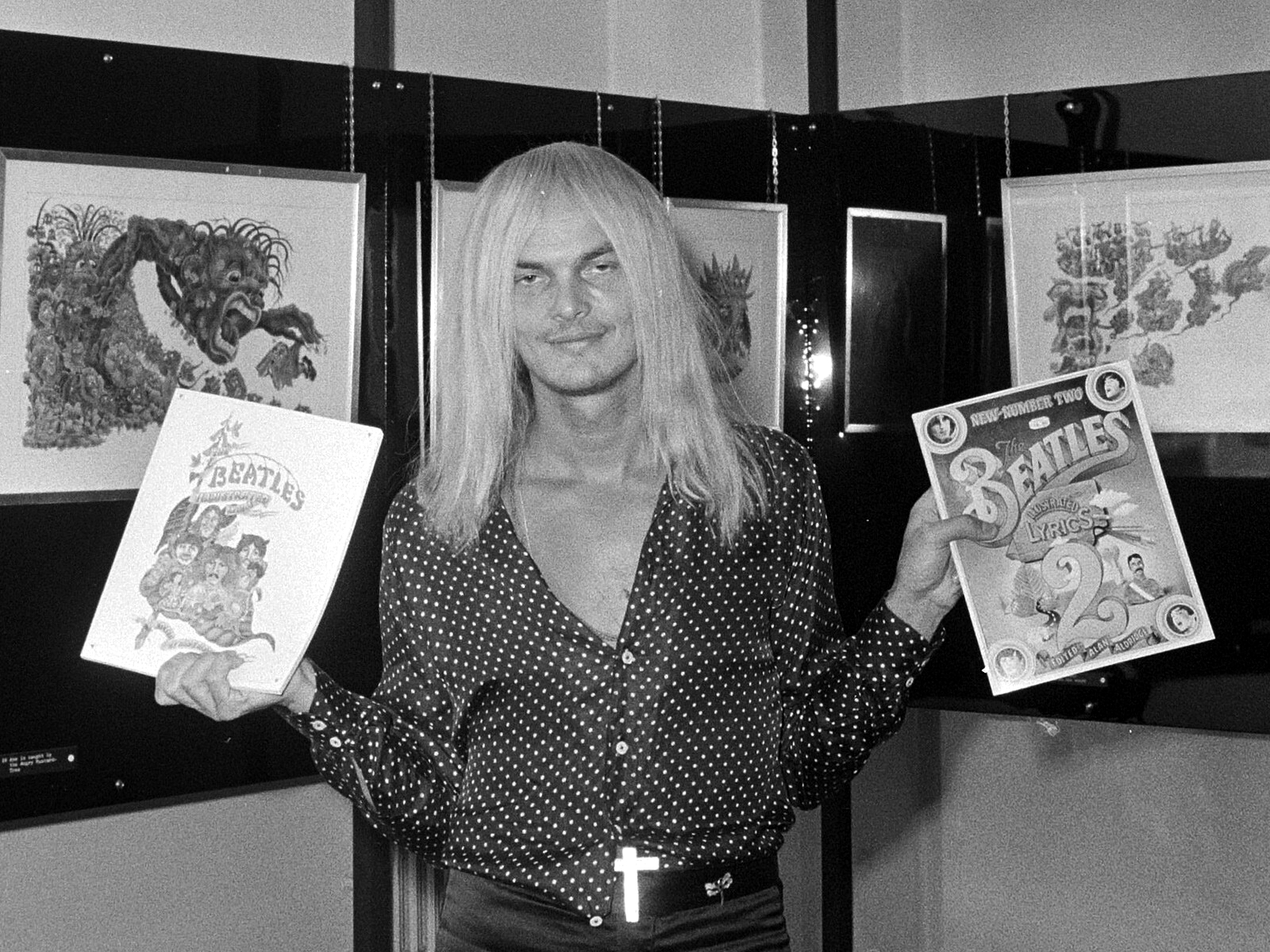
Alan Aldridge mit den beiden Ausgaben von The Beatles Illustrated Lyrics

Alan Aldridge [ˈˈælən ˈɒldrɪdʒ] (* 8. Juli 1938 in London; † 17. Februar 2017) war ein britischer Grafikdesigner und Illustrator. Seine Gestaltung von Büchern und Albumcovern war stilprägend und maßgebend in den späten 1960er und frühen 1970er Jahren.

## Leben und Werk
Aldridge wurde im Stadtteil Mile End im East End von London geboren. Mit 14 Jahren verließ er die Schule und nahm einen Job an, um den London Docks beim Be- und Entladen der Schiffe zu helfen. In den darauf folgenden Jahren übte Aldridge eine Vielzahl von Tätigkeiten aus. Er arbeitete u. a. als Karrenjunge auf dem Stratford Market im London Borough of Newham, als Küchenjunge in einer Halal-Metzgerei und als Versicherungsvertreter. Schließlich betätigte er sich künstlerisch und malte im Old Vic Theatre Landschaften als Kulissen. Später bemühte er sich um eine Anstellung bei einer Designagentur, wo er für drei Pfund pro Woche eingestellt wurde. In seiner Freizeit zeichnete Aldridge Porträts.
Nachdem Germano Facetti, Art Director bei Penguin Books, auf Aldridge aufmerksam geworden war, stellte er ihn als Praktikant ein. Aldridge arbeitete sich bis zur Gestaltung von Buchumschlägen vor. Dann erhielt er eine Stelle als Junior Visualizer bei der Sunday Times. Die Zeitung erschien als erste in Großbritanniens im Farbdruck und bot neue Möglichkeiten für Design und Fotografie, die Aldridge unbedingt nutzen wollte.
Für Aufsehen sorgte seine Umwandlung eines Mini in ein vierrädriges bemaltes Kunstwerk, das Aldridge in einer 24-Stunden-Sitzung geschaffen hatte. Die Abbildung des umgestalteten Fahrzeugs avancierte im Oktober 1965 unter dem Namen Automania zum Titelbild der Sunday Times. Daneben gestaltete Aldridge weiterhin Buch- und Zeitschrifteneinbände für Penguin Books. Schließlich wurde er von der Sunday Times weggelockt, um bei Penguins Fiction Art Director zu werden. Seine Science-Fiction-Buchumschläge fanden große Beachtung und galten als stilgebend. Aldridge gelang es, einen grundlegend neuen Stil für den Katalog von Penguin Books zu schaffen.
1966 gestaltete Aldridge das Cover von A Quick One, des zweiten Albums der Rockband The Who. Die Illustration, bei der riesige Songtitel aus den Instrumenten der Musiker herauswirbelten, brachte ihm eine Grammy-Nominierung ein. Im selben Jahr entwarf er auch ein Plakat für den Andy-Warhol-Film Chelsea Girls. Auf dem Poster hatte er das nackte minderjährige Model Clare Shenstone suggestiv verfremdet, wodurch ihm kurzfristig eine Festnahme wegen Pornografie drohte.
In den nachfolgenden Jahren arbeitete Aldridge eng mit den Beatles und ihrer Firma Apple Corps zusammen. 1966 hatte er einige Illustrationen für eine Rezension des Albums Revolver im Frauen-Magazin Nova gezeichnet. Daraufhin hatte ihn John Lennon angerufen, um ihm seine Wertschätzung mitzuteilen. 1968 gründete Aldridge, der sich inzwischen als „Grafik-Entertainer“ bezeichnete, seine eigene Designfirma mit Namen Ink und den Beatles als ersten Kunden. Eines seiner bekanntesten Projekte war The Beatles Illustrated Lyrics von 1969, in dem seine künstlerische Interpretationen von Liedern wie Yellow Submarine, Nowhere Man und A Hard Day’s Night einem breiten Publikum vorgestellt wurden. Ein zweiter Band wurde 1971 veröffentlicht. 

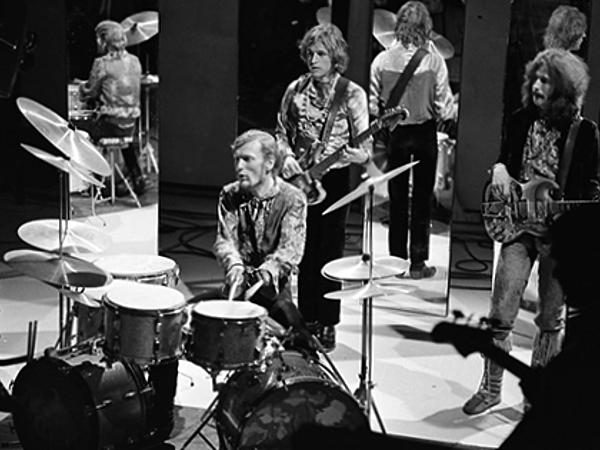
Cream 1968

Daneben schuf Aldridge Plakate für die Rolling Stones und gestaltete 1969 das Plattencover für das Cream-Album Goodbye. 1970 entwarf Aldridge auch ein Plakat für den Wahlkampf der Labour Party. 1971 gestaltete er ein Plakat zur politischen Situation in den USA mit dem Titel The Great US Disaster. Dargestellt sind der damalige Präsident Richard Nixon und sein Stellvertreter Spiro Agnew zusammen mit surrealen Szenerien. Am unteren Rand befindet sich der Slogan A great place for hamburgers but who’d want to live there! (Ein großartiger Ort für Hamburger, aber wer würde dort leben wollen!).
Als herausragendes künstlerisches Werk von Aldridge gilt die Illustration von William Plomers The Butterfly Ball und The Grasshopper's Feast von 1973. Aldridge verzierte den Gedichtband von Plomer mit fantastischen anthropomorphen Insekten. Das Werk, inspiriert von William Roscoes gleichnamigen Gedicht aus dem Jahr 1802, wurde mit dem Whitbread-Kinderbuchpreis ausgezeichnet. Die Illustrationen von Aldridge bildeten die Grundlage für einen animierten Kurzfilm im darauf folgenden Jahr. Roger Glover veröffentlichte zu diesem Kinderbuch ein gleichnamiges Konzeptalbum, für das Aldridge ebenfalls die Illustration beisteuerte.

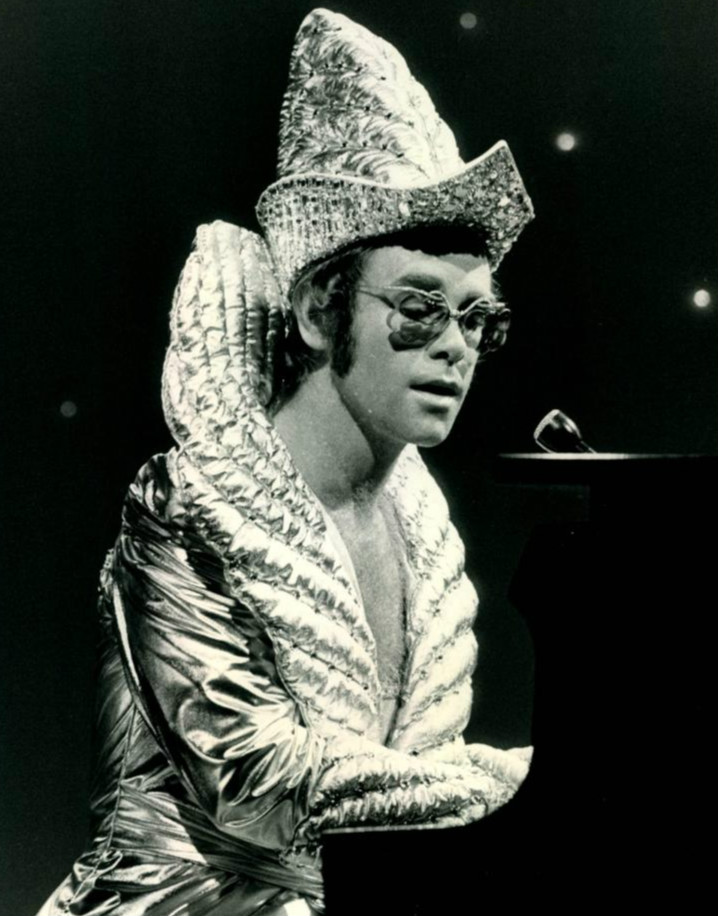
Elton John 1975

1975 gestaltete Aldridge das Album Captain Fantastic and the Brown Dirt Cowboy von Elton John. Er stellte den Sänger und sein Klavier umgeben von einer Menagerie außergewöhnlicher Kreaturen dar. Die Cover-Gestaltung, von der Elton John sehr beeindruckt war, brachte Aldridge die zweite Grammy-Nominierung ein. Mitte der 1970er Jahre verbrachte Aldridge 18 Monate in Los Angeles, um an einem Film zu arbeiten, der auf Elton Johns Captain-Fantastic-Album basieren sollte, aber das Projekt scheiterte. Anschließend zog Aldridge dauerhaft nach Los Angeles, arbeitete als Drehbuchautor und als Creative Director für das House of Blues und das Hard Rock Cafe, deren legendäres Logo er gestaltet hat.

Das von Aldridge gestaltete Logo des Hard Rock Cafe

2008 wurde Aldridge im Design Museum London mit einer großen Retrospektive mit dem Titel Alan Aldridge – the Man with the Kaleidoscope Eyes geehrt. Dazu wurde eine gleichnamige illustrierte Autobiographie veröffentlicht.
Alan Aldridge war in den 1960er Jahren verheiratet mit Rita Farthing. Aus dieser Ehe stammen zwei Söhne und eine Tochter. Ein Sohn aus dieser Ehe ist der Fotograf Miles Aldridge. Anschließend hatte er zwei Söhne aus der Beziehung zu Andrea Gayler. Aus seiner zweiten Ehe mit dem Model Laura Lyons gingen zwei Töchter und ein weiterer Sohn hervor. Eine Tochter aus dieser Ehe ist das Model Lily Aldridge. Die Ehe mit Laura Lyons wurde später ebenfalls geschieden. Alan Aldridge starb im Jahr 2017 im Alter von 78 Jahren.
Der farbenfrohe und psychedelische Grafikstil von Alan Aldridge präsentiert ein bleibendes Bild der 1960er und 1970er Jahre. Zu dieser Zeit bezeichnete man ihn auch als „Beardsley in Blue Jeans“, angelehnt an Aubrey Beardsley (1872–1898), einen britischen Illustrator und Dichter des englischen Jugendstils. Aldridges Designstil galt als ebenso dekadent, verstörend und revolutionär wie damals das Werk von Beardsley. Von seinen Zeitgenossen wurde die Arbeit von Aldridge überwiegend als erfrischend anti-konformistisch, kreativ und unterhaltsam eingeschätzt. Sein radikaler und surrealer Stil durchdringt anscheinend auch weiterhin die Popkultur. Mystische und psychedelische Motive auf modernen Albumcovern scheinen oftmals auf sein Schaffen Bezug zu nehmen. Das Werk von Aldridges wird heute als Teil einer künstlerischen und kulturellen Revolution wahrgenommen.

## Werke (Auswahl)

### Coverart
- 1966: The Who: A Quick One
- 1968: George Harrison: Wonderwall Music mit Bob Gill und John Kelly
- 1969: Cream: Goodbye
- 1970: Mr. Bloe: Groovin' With Mr.Bloe
- 1974/1975: Roger Glover: The Butterfly Ball and the Grasshopper's Feast
- 1975: Elton John: Captain Fantastic and the Brown Dirt Cowboy
- 1979: Gordon Giltrap: The Peacock Party
- 2004: Tears for Fears: Everybody Loves a Happy Ending
- 2004: Robert Johnson: Judgement Day
- 2006: Incubus: Light Grenades